# Lingua lak

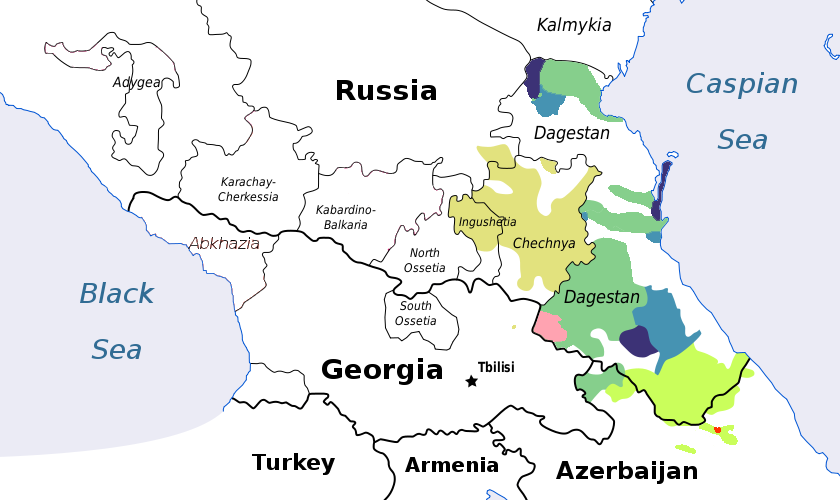
Mappa delle lingue del Caucaso Nord-orientale

La lingua lak è una lingua caucasica nordorientale parlata in Russia, nella repubblica autonoma del Daghestan.
In passato era chiamata Гьази-Кьумукь (Hazi-Q'umuq'). Lo standard è basato sul dialetto della città di Kumuk.

## Distribuzione geografica
È la lingua dei Laki, popolo della repubblica autonoma russa del Daghestan, dove costituisce la sesta lingua letteraria. È parlata da circa 150 000 persone.

## Sistema di scrittura
La lingua è stata scritta in alfabeto arabo fino al 1928, in alfabeto latino per circa 10 anni fino al 1938, e da allora fino ai nostri giorni in una versione dell'alfabeto cirillico.

### Alfabeto
| А а   | Аь аь | Б б   | В в | Г г   | Гъ гъ | Гь гь | Д д   |
| Е е   | Ё ё   | Ж ж   | З з | И и   | Й й   | К к   | Къ къ |
| Кь кь | КI кI | Л л   | М м | Н н   | О о   | Оь Оь | П п   |
| ПI пI | Р р   | С с   | Т т | ТI тI | У у   | Ф ф   | Х х   |
| Хъ хъ | Хь хь | ХI хI | Ц ц | ЦI цI | Ч ч   | ЧI чI | Ш ш   |
| Щ щ   | Ъ ъ   | Ы ы   | Ь ь | Э э   | Ю ю   | Я я   | I     |